# Герб Старосамбірського району
Герб Старосамбірського району — офіційний символ Старосамбірського району, затверджений 28 грудня 1998 р. рішенням сесії районної ради.
Автор герба  — А. Гречило.

## Опис
Щит розтятий. На правому зеленому полі золота сарна, що піднялася на задні ноги; на лівому червоному золоте яблуко, пробите вертикально срібним мечем із золотим руків'ям. Щит увінчано стилізованою срібною короною із соснових пагонів, над якою синя хоругва із золотим тризубом, та обрамлено золотим картушем. Щитотримачі: два золоті леви з червоними очима, язиками й пазурами. Під щитом розміщено синьо-жовту стрічку. В центрі стрічки - герб Сас.